# Rika Masuya
Rika Masuya (増矢 理花?, Masuya Rika; Matsushige, 14 settembre 1995) è una calciatrice giapponese, attaccante del Sanfrecce Hiroshima Regina e della Nazionale femminile giapponese.

## Carriera

### Club
Formatasi calcisticamente nella JFA Academy Fukushima, nel 2014 passò all'INAC Kobe Leonessa, permanendovi fino al 2020.
Nel 2021 venne ingaggiata dal Sanfrecce Hiroshima Regina.

### Nazionale
Nel settembre 2012 venne selezionata dalla Nazionale Under-17 di calcio femminile del Giappone per il Mondiale Under-17 2012. Il 13 settembre 2014 debuttò con la Nazionale maggiore femminile contro il Ghana. Nel 2014 partecipò ai XVII Giochi asiatici (ottenendo un 2º posto), mentre nel 2018 prese parte alla Coppa d'Asia ed ai XVIII Giochi asiatici (entrambi vinti).

## Statistiche

### Cronologia presenze e reti in nazionale
| Cronologia completa delle presenze e delle reti in nazionale ― Giappone | Cronologia completa delle presenze e delle reti in nazionale ― Giappone | Cronologia completa delle presenze e delle reti in nazionale ― Giappone | Cronologia completa delle presenze e delle reti in nazionale ― Giappone | Cronologia completa delle presenze e delle reti in nazionale ― Giappone | Cronologia completa delle presenze e delle reti in nazionale ― Giappone | Cronologia completa delle presenze e delle reti in nazionale ― Giappone | Cronologia completa delle presenze e delle reti in nazionale ― Giappone |
| Data                                                                    | Città                                                                   | In casa                                                                 | Risultato                                                               | Ospiti                                                                  | Competizione                                                            | Reti                                                                    | Note                                                                    |
| ----------------------------------------------------------------------- | ----------------------------------------------------------------------- | ----------------------------------------------------------------------- | ----------------------------------------------------------------------- | ----------------------------------------------------------------------- | ----------------------------------------------------------------------- | ----------------------------------------------------------------------- | ----------------------------------------------------------------------- |
| 13-9-2014                                                               | Yamagata                                                                | Giappone                                                                | 5 – 0                                                                   | Ghana                                                                   | Amichevole                                                              | -                                                                       | 45’                                                                     |
| 15-9-2014                                                               | Incheon                                                                 | Giappone                                                                | 0 – 0                                                                   | Cina                                                                    | Giochi asiatici                                                         | -                                                                       | 77’                                                                     |
| 18-9-2014                                                               | Incheon                                                                 | Giappone                                                                | 12 – 0                                                                  | Giordania                                                               | Giochi asiatici                                                         | -                                                                       | 76’                                                                     |
| 22-9-2014                                                               | Incheon                                                                 | Taiwan                                                                  | 0 – 3                                                                   | Giappone                                                                | Giochi asiatici                                                         | -                                                                       |                                                                         |
| 26-9-2014                                                               | Hwaseong                                                                | Giappone                                                                | 9 – 0                                                                   | Hong Kong                                                               | Giochi asiatici                                                         | 2                                                                       | 66’                                                                     |
| 29-9-2014                                                               | Incheon                                                                 | Giappone                                                                | 3 – 0                                                                   | Vietnam                                                                 | Giochi asiatici                                                         | -                                                                       |                                                                         |
| 1-10-2014                                                               | Incheon                                                                 | Giappone                                                                | 1 – 3                                                                   | Corea del Nord                                                          | Giochi asiatici                                                         | -                                                                       |                                                                         |
| 1-8-2015                                                                | Wuhan                                                                   | Giappone                                                                | 2 – 4                                                                   | Corea del Nord                                                          | Coppa dell'Asia orientale                                               | 1                                                                       |                                                                         |
| 8-8-2015                                                                | Wuhan                                                                   | Cina                                                                    | 0 – 2                                                                   | Giappone                                                                | Coppa dell'Asia orientale                                               | -                                                                       | 66’                                                                     |
| 29-11-2015                                                              | Volendam                                                                | Paesi Bassi                                                             | 3 – 1                                                                   | Giappone                                                                | Amichevole                                                              | -                                                                       | 45’                                                                     |
| 2-6-2016                                                                | Commerce City                                                           | Stati Uniti                                                             | 3 – 3                                                                   | Giappone                                                                | Amichevole                                                              | -                                                                       | 62’                                                                     |
| 5-6-2016                                                                | Cleveland                                                               | Stati Uniti                                                             | 2 – 0                                                                   | Giappone                                                                | Amichevole                                                              | -                                                                       | 65’                                                                     |
| 21-7-2016                                                               | Kalmar                                                                  | Svezia                                                                  | 2 – 0                                                                   | Giappone                                                                | Amichevole                                                              | -                                                                       | 81’                                                                     |
| 1-3-2017                                                                | Parchal                                                                 | Giappone                                                                | 1 – 2                                                                   | Spagna                                                                  | Algarve Cup 2017                                                        | -                                                                       | 45’                                                                     |
| 8-3-2017                                                                | Faro                                                                    | Giappone                                                                | 2 – 3                                                                   | Paesi Bassi                                                             | Algarve Cup 2017                                                        | -                                                                       | 82’                                                                     |
| 28-2-2018                                                               | Parchal                                                                 | Giappone                                                                | 2 – 6                                                                   | Paesi Bassi                                                             | Algarve Cup 2018                                                        | -                                                                       | 70’                                                                     |
| 2-3-2018                                                                | Parchal                                                                 | Giappone                                                                | 2 – 1                                                                   | Islanda                                                                 | Algarve Cup 2018                                                        | -                                                                       | 63’                                                                     |
| 5-3-2018                                                                | Faro                                                                    | Giappone                                                                | 2 – 0                                                                   | Danimarca                                                               | Algarve Cup 2018                                                        | -                                                                       | 68’                                                                     |
| 1-4-2018                                                                | Nagasaki                                                                | Giappone                                                                | 7 – 1                                                                   | Ghana                                                                   | Amichevole                                                              | 1                                                                       | 77’                                                                     |
| 7-4-2018                                                                | Amman                                                                   | Giappone                                                                | 4 – 0                                                                   | Vietnam                                                                 | Coppa d'Asia 2018                                                       | -                                                                       | 69’                                                                     |
| 13-4-2018                                                               | Amman                                                                   | Giappone                                                                | 1 – 1                                                                   | Australia                                                               | Coppa d'Asia 2018                                                       | -                                                                       | 83’                                                                     |
| 17-4-2018                                                               | Amman                                                                   | Cina                                                                    | 1 – 3                                                                   | Giappone                                                                | Coppa d'Asia 2018                                                       | -                                                                       | 88’                                                                     |
| 26-7-2018                                                               | Kansas City                                                             | Stati Uniti                                                             | 4 – 2                                                                   | Giappone                                                                | Tournament of Nations 2018                                              | -                                                                       | 59’                                                                     |
| 29-7-2018                                                               | East Hartford                                                           | Giappone                                                                | 1 – 2                                                                   | Brasile                                                                 | Tournament of Nations 2018                                              | 1                                                                       | 58’                                                                     |
| 2-8-2018                                                                | Bridgeview                                                              | Giappone                                                                | 0 – 2                                                                   | Australia                                                               | Tournament of Nations 2018                                              | -                                                                       | 45’                                                                     |
| 21-8-2018                                                               | Palembang                                                               | Giappone                                                                | 7 – 0                                                                   | Vietnam                                                                 | Giochi asiatici                                                         | 1                                                                       |                                                                         |
| 25-8-2018                                                               | Palembang                                                               | Giappone                                                                | 2 – 1                                                                   | Corea del Nord                                                          | Giochi asiatici                                                         | -                                                                       | 85’                                                                     |
| Totale                                                                  |                                                                         | Presenze                                                                | 27                                                                      |                                                                         | Reti                                                                    | 6                                                                       |                                                                         |

## Palmarès

### Nazionale
- Coppa d'Asia: 1

Giordania 2018
- Giochi asiatici: 1

Giacarta 2018